# Green Dolphin Street
 Green Dolphin Street és una pel·lícula estatunidenca de Victor Saville, estrenada el 1947.

## Argument
Durant els anys 1840, dues germanes s'enamoren del mateix home. Mentre estava borratxo, l'home escriu una carta proposant matrimoni a la dona equivocada.

## Repartiment
- Lana Turner: Marianne Patourel
- Van Heflin: Timothy Haslam
- Donna Reed: Marguerite Patourel
- Richard Hart: William Ozanne
- Frank Morgan: Doctor Edmond Ozanne
- Edmund Gwenn: Octavius Patourel
- Dame May Whitty: La mare superiora
- Reginald Owen: El capità O'Hara
- Gladys Cooper: Sophie Patourel
- Moyna MacGill: Sra. Metivier
- Linda Christian: Hine-Moa
- Bernie Gozier: Jacky-Poto
- Patrick Aherne: Kapua-Manga
- Al Kikume: Nativa
- Edith Leslie: Germana Angelica
- Gigi Perreau: Veronica
- Lila Leeds: Noia euroasiàtica

## Producció
La pel·lícula és protagonitzada per Lana Turner, Van Heflin, Donna Reed, i Richard Hart, i un guió de Samson Raphaelson basat en la novel·la històrica 'Green Dolphin Street (1944) d'Elizabeth Goudge. La pel·lícula va ser dirigida per Victor Saville i produïda per Carey Wilson.
Hart i Heflin, que interpreten rivals romàntics a Green Dolphin Street, van ser en un repartiment semblant a B.F.'s Daughter (1948). Hart només va fer quatre llargmetratges abans de la seva mort, dos amb Heflin.

## Premis i nominacions

### Premis
- 1948. Oscar als millors efectes visuals per A. Arnold Gillespie, Warren Newcombe, Douglas Shearer, Michael Steinore

### Nominacions
- 1948. Oscar al millor muntatge per George White
- 1948. Oscar a la millor fotografia per George J. Folsey
- 1948. Oscar al millor so per Douglas Shearer